# Adrián Eduardo Fernández
Adrián Eduardo Fernández (San Martín, Provincia de Buenos Aires, 28 de noviembre de 1980) es un exfutbolista argentino. Jugaba de delantero y su último club fue el Maccabi Herzliya de la Segunda División de Israel.

## Trayectoria
Carucha militó en diversos clubes del mundo, en su primera etapa en Argentina jugó por Nueva Chicago (club en el que se formó), Ferro Carril Oeste y El Porvenir.
En la temporada 2004 llegó al Colo Colo de Chile, donde jugó 12 partidos y marcó 2 goles.
Posteriormente militó en The Strongest de Bolivia con quien incluso jugó Copa Libertadores.
En los años siguientes posee pasos, por el fútbol de Emiratos Árabes Unidos, Bulgaria Suiza, Israel y Chipre.
El 13 de julio de 2015 anuncia su retiro de fútbol profesional.

## Clubes
| Club                     | País                   | Año       |
| ------------------------ | ---------------------- | --------- |
| Nueva Chicago            | Argentina              | 1998      |
| Ferro Carril Oeste       | Argentina              | 1999-2000 |
| Nueva Chicago            | Argentina              | 2000-2003 |
| El Porvenir              | Argentina              | 2003-2004 |
| Colo-Colo                | Chile                  | 2004      |
| The Strongest            | Bolivia                | 2005      |
| Al-Shaab                 | Emiratos Árabes Unidos | 2006      |
| Schaffhausen             | Suiza                  | 2006-2007 |
| Saint Gallen             | Suiza                  | 2007-2008 |
| Cherno More Varna        | Bulgaria               | 2008      |
| Chernomorets Burgas      | Bulgaria               | 2009-2010 |
| Hapoel Ramat Gan FC      | Israel                 | 2011-2012 |
| Ironi Nir Ramat HaSharon | Israel                 | 2012-2013 |
| Hapoel Petah-Tikvah      | Israel                 | 2013-2014 |
| Doxa Katokopias          | Chipre                 | 2014      |
| Maccabi Herzliya         | Israel                 | 2014-2015 |